# Donovan (zenész)
Donovan Philips Leitch (Maryhill, Glasgow, 1946. május 10. –) skót énekes, gitáros. Pályafutása alatt 29 nagylemezt, nyolc koncertalbumot és hatvankét válogatáslemezt dobott piacra. Zenéjében több műfaj is keveredik, például pszichedelikus zene, folk, dzsessz, pop, világzene, de főleg rockzenét játszik. Az egyik leghíresebb brit zenésznek számít, olyan slágereknek köszönhetően, mint a Sunshine Superman, Catch the Wind, Colours és Universal Soldier.

## Pályafutása
Apja protestáns volt, anyja katolikus. 1956-ban Donovan és a családja a Hertfordshire megyében található Hatford-ba költözött, Angliába. Donovant már tizennégy éves korában elkezdett gitározni, ugyanis imádta a folkzenét. Eleinte kis klubokban játszott, majd 1964-ben fedezte fel Pye Records két embere. Leszerződtették a kiadóhoz, ettől a ponttól indult el Donovan igazi karrierje.
Legelőször egy tíz dalból álló demólemezt dobott piacra, melyen szerepelt már a Catch the Wind és a Josie is. Utóbbi dal is nagy slágernek számított az Egyesült Királyságban. Összebarátkozott Brian Jones-szal is a Rolling Stones-ból és egy Linda Lawrence nevű lánnyal is megbarátkozott, akit 1970-ben végül feleségül vett.
Pályafutása során Bob Dylannel is szerepelt együtt egy filmben, és több emberben felvetődött, hogy a két zenész egymásnak riválisa, ugyanis hasonló zenét játszanak. Dylan kijelentette, hogy tiszteli Donovant és nincs rivalizálás kettejük között. Donovan a sajtónak kijelentette, hogy nem utánoz senkit.
A hatvanas években Mickie Most producerrel is dolgozott. Elmondta, hogy főleg a Grateful Dead és a Jefferson Airplane együttesek zenéje hatott rá. 1966-ban kábítószer-birtoklás miatt letartóztatták. Ő volt az egyetlen olyan brit popsztár, akivel ez megtörtént.
Donovan sikerrel működik mind a mai napig. 2012-ben bekerült a Rock and Roll Hall of Fame-be is. Sikeresen él együtt Linda Lawrence-szel, akitől két gyereke született. Továbbá Brian Jones és Linda Lawrence fiának is az apja. A Sunshine Superman című album bekerült az 1001 lemez, amit hallanod kell, mielőtt meghalsz című könyvbe.

## Népszerűség
Donovan a világ egyik leghíresebb zenészének számít. Több sorozatban és filmben is szerepelt már, például Futurama (itt saját magát narrálta), Sgt. Pepper's Lonely Hearts Club Band (film), The Pied Piper stb. Dokumentumfilmek is készültek turnéiról, illetve életéről. 2005-ben könyv is íródott Donovan életéről.

## Diszkográfia
- What's Bin Did and What's Bin Hid (1965)
- Fairytale (1965)
- Sunshine Superman (1966)
- Mellow Yellow (1967)
- A Gift from a Flower to a Garden (1967)
- The Hurdy Gurdy Man (1968)
- Barabajagal (1969)
- Open Road (1970)
- HMS: Donovan (1971)
- Cosmic Wheels (1973)
- Essence to Essence (1973)
- 7-Tease (1974)
- Slow Down World (1976)
- Donovan (1977)
- Neutronica (1980)
- Love is Only Feeling (1981)
- Lady of the Stars (1984)
- One Night in Time (1993)
- Sutras (1996)
- Pied Piper (2002)
- Sixty Four (2004)
- Brother Sun, Sister Moon (2004)
- Beat Cafe (2004)
- Ritual Groove (2010)
- The Sensual Donovan (2012)
- Shadows of Blue (2013)

## Fordítás
- Ez a szócikk részben vagy egészben  a   Donovan című angol Wikipédia-szócikk fordításán alapul.  Az eredeti cikk szerkesztőit annak laptörténete sorolja fel. Ez a jelzés csupán a megfogalmazás eredetét és a szerzői jogokat jelzi, nem szolgál a cikkben szereplő információk forrásmegjelöléseként.